# Strip-mine
Strip-mine è il secondo album in studio del gruppo musicale britannico James, pubblicato nel 1988.

## Tracce
1. What For – 4:32
2. Charlie Dance – 2:24
3. Fairground – 3:36
4. Are You Ready – 2:26
5. Medieval – 3:48
6. Not There – 3:33
7. Ya Ho – 4:20
8. Riders – 3:11
9. Vulture – 4:04
10. Stripmining – 3:04
11. Refrain – 1:53

Durata totale: 36:51